# Guillaume Philibert Duhesme
Guillaume Philibert Duhesme, francoski general, vojaški teoretik in vojaški zgodovinar, * 1766, † 1815.